# Tőhangváltás
A nyelvészetben a tőhangváltás olyan morfofonológiai jelenség, amely abban nyilvánul meg, hogy a szótőnek egynél több hangbeli változata van, azaz beszédhang vagy beszédhangok csoportja szabályszerűen váltakozik más beszédhanggal / beszédhangok csoportjaival, vagy ezek hiányával a toldalékolás során. Egyedül vagy toldalékkal társulva jelzi a szó alaktani kategóriáit, azaz nyelvtől függően a számot, a nemet, az esetet, az igealakot stb., illetve megkülönbözteti a képzett szót az alapszótól.
Az egymással váltakozó hangokat vagy hangcsoportokat olykor infixumnak tekintik, azaz belső flexió, illetve szóalkotás eszközének, például az angol nyelvben a sing ’énekelni’ ~ sang ’énekelt’ (ige) ~ sung ’(el)énekelt’ (melléknévi igenév) ~ song ’ének’ szavak magánhangzóit.
Ha a váltakozás nincs toldalék hozzáadásával egybekötve, mint az előző példában, akkor függetlennek nevezik, ha pedig toldalék hozzáadása váltja ki, akkor kombinatorikus, azaz hangtanilag okozott váltakozásról van szó.
Nyelvtől függően a váltakozás létrejöhet magánhangzók között, mint a fenti példában, magánhangzó és félhangzó között, magánhangzó és kettőshangzó között, kettőshangzók között, magánhangzó és mássalhangzó között, mássalhangzók vagy mássalhangzócsoportok között, valamint  létezik magánhangzó- és mássalhangzó-váltakozás együtt is. Olyan esetek is vannak, amikor beszédhang vagy hangcsoport zérussal váltakozik.
A tőhangváltások olyan hangváltozások, amelyek a nyelv pillanatnyi állapotában történnek. Egyesek történeti hangváltozások következményei. Például a román nyelvben ilyen az [o] ~ [o̯a] váltakozás. A kettőshangzó a román nyelv kifejlődésének a folyamatában jött létre a latinból. Ez kombinatorikus változás volt, a következő szótagban levő [a] okozta, amely a románban [ə] lett, pl. latin porta > román poartă ’kapu’. A mai románban is ez a váltakozás kombinatorikus, tehát, ha a következő szótagban nincs [ə], a kettőshangzó visszavált [o]-ra: poartă ~ porți ’kapuk’.
A tőhangváltás általában, és különösen a független tőhangváltás elsősorban az ún. flektáló nyelvekre jellemző, de mivel a nyelvtípusok nem exkluzívak, más típusú nyelvekben is megtalálható.

## Tőhangváltás néhány flektáló nyelvben
A francia nyelvben:
- magánhangzó ~ magánhangzó: répéter ’ismételni’ ~ il/elle répète ’(ő) ismétel’, il/elle peut ’(ő) tud, bír’ ~ il/elle put ’(ő) tudott, bírt’;[7]
- magánhangzó ~ félhangzó: il/elle loue [lu] ’kibérel’ ~ nous louons [lwɔ̃] ’kibérelünk’, il/elle tue [ty] ’öl’ (ige) ~ nous tuons [tɥɔ̃] ’ölünk’, il/elle lie [li] ’(össze)köt’ ~ nous lions [ljɔ̃] ’összekötünk’;[8][9][10]
- mássalhangzó ~ mássalhangzó: neuf ’új’ (hímnem) ~ neuve ’új’ (nőnem);[7]
- mássalhangzó ~ zérus: ils/elles battent ’vernek’ ~ il/elle bat ’(ő) ver’, étudiante ’egyetemista (lány)’ ~ étudiant ’egyetemista (fiú)’ (a szóvégi t-t nem ejtik ki ezekben a szavakban).[7]

A román kitűnik az újlatin nyelvek közül a összetett tőhangváltás-rendszerével. Ezek lehetnek:
- magánhangzó ~ magánhangzó: fată ’lány’ ~ fete ’lányok’, fac ’csinálok’ ~ făcut ’(meg)csinált’ (melléknévi igenév);[3]
- magánhangzó ~ kettőshangzó: negru ’fekete’ (hn.) ~ neagră ’fekete’ (nn.);[3]
- magánhangzó ~ zérus: usuc ’szárítok’ ~ uscăm ’szárítunk’;[4]
- kettőshangzó ~ kettőshangzó: băiat ’fiú’ ~ băieți ’fiúk’;[4][11]
- mássalhangzó ~ mássalhangzó: pot ’tudok, bírok’ ~ poți ’tudsz, bírsz’, brad ’fenyő’ ~ brazi ’fenyők’;[3]
- mássalhangzó ~ zérus: rămân ’maradok’ ~ rămâi ’maradsz’;[4]
- mássalhangzó-csoport ~ mássalhangzó-csoport: muscă ’légy’ ~ muște ’legyek’;[3]
- egyidejű magánhangó- és mássalhangzó váltakozás: carte ’könyv’ ~ cărți ’könyvek’, toți ’mind(ahány), az összes’ ~ tuturor ’mind(ahány)nak, az összesnek’.[3]

A románban nemcsak két szegmens között lehet váltakozás egyazon paradigmában, hanem három között is, pl. să vadă ’lásson’ ~ văd ’látok’ ~ vede ’lát’, port ’viselek’ ~ poartă ’visel’ ~ purtăm ’viselünk’ , rămas ’maradt’ (melléknévi igenév) ~ rămăsei ’maradtam’ ~ rămân ’maradok’.
A szerb nyelvben:
- mássalhangzó ~ mássalhangzó: Srbija ’Szerbia’ ~ srpski ’szerb’;
- magánhangzó ~ mássalhangzó: beo ’fehér’ (hn.) ~ bela ’fehér’ (nn.), pepeo ’hamu’ ~ pepela ’a hamu vmije’ (birtokos eset);
- magánhangzó ~ zérus: borac ’harcos’ ~ borcu ’a harcosnak’ (részes eset).

A német nyelvben: Haus ’ház’ ~ Häuser ’házak’ ~ Häuschen ’házacska’;
A latin nyelvben: facio ’csinálok’ ~ feci ’csináltam’ ~ efficio ’megcsinálok’;
A spanyol nyelvben: hace ’csinál’ ~ hice ’csináltam’ ~ hecho ’megcsinált’ (melléknévi igenév);
Az arab nyelvben: kitab ’könyv’ ~ katib ’írnok’ ~ kataba ’(ő) írt’.

## A magyar nyelvben
A magyar az ún. agglutináló nyelvek csoportjába tartozik ugyan, de megtalálhatók benne is egyes, a fentiekhez hasonló jelenségek, bár a magyarban mind kombinatorikus jellegűek.
Egyes toldalékok hozzáadása bizonyos szavak tövében a toldalékhoz legközelebbi magánhangzó mennyiségi változását okozza, tehát hosszú ~ rövid váltakozásról van szó. Az a/á és az e/é esetében ezen kívül a magánhangzó artikulációja is megváltozik. Példák:
| víz  | vizek  | analízis  | analizál     |
| tűz  | tüzek  | miniatűr  | miniatürizál |
| út   | utak   | úr        | urizál       |
| tő   | tövek  | pasztőröz | pasztörizál  |
| ló   | lovak  | agónia    | agonizál     |
| kéz  | kezek  | prémium   | premizál     |
| nyár | nyarak | kanális   | kanalizál    |

A fentinél általánosabb jelenség a tővégi a és e váltása á-ra, illetve é-re a legtöbb toldalék előtt: alma ~ almás, medve ~ medvét.
Egyes szavak esetében magánhangzó ~ zérus váltakozás létezik, pl. bokor ~ bokrok, fürödtem ~ fürdik, terem ~ termet, fekete ~ feketít.
Kivételesen egyes igék tövében van mássalhangzó-váltakozás és mássalhangzó ~ zérus váltakozás, például eszünk ~ ehet ~ evés.
A toldalékok első mássalhangzójához való tővégi mássalhangzók hasonulása is az effajta jelenségek közé tartozik. Ellentétben például a szerb nyelv helyesírásával ezeket a magyar helyesírás nem tükrözi. Példák: meleg [mɛlɛg] ~ melegtől [mɛlɛktøːl], zsák [ʒaːk] ~ zsákban [ʒaːgbɒn], szív [siːv] ~ szívtől [siːftøːl], ad [ɒd] ~ adhat [ɒthɒt].